# 189년

## 연호
- 후한(後漢) 중평(中平) 6년 / 광희(光熹) 원년 / 소녕(昭寧) 원년 / 영한(永漢) 원년

## 기년
- 후한(後漢) 영제(靈帝) 22년 / 후소제(後少帝) 원년 / 헌제(獻帝) 원년
- 신라(新羅) 벌휴 이사금(伐休泥師今) 6년
- 고구려(高句麗) 고국천왕(故國川王) 11년
- 백제(百濟) 초고왕(肖古王) 24년

## 사건
- 5월 3일(음력 4월 1일) - 백제에서 일식 발생
- 음력 7월, 신라의 구도가 백제와 구양(狗壤)에서 싸워 이를 물리치고, 500여급(級)을 죽이거나 붙잡았다

## 탄생
- 제갈근과 제갈량의 동생 제갈균

## 사망
- 금관가야(金官伽倻)의 왕후(王后) 허황옥(許黃玉)

## 나라별 189년
- 중국

## 참고 문헌
- 김부식 (1145), 《삼국사기》 〈권2〉 벌휴 이사금 조(條)